# Feyyaz Yiğit
Pour les articles homonymes, voir Feyyaz (homonymie).
Feyyaz Yiğit [ˈfɛj-jaz jiɰit], né le 1er juillet 1988 à Düzce (Turquie), est un écrivain, scénariste, producteur, acteur et musicien turc,,,.
Il a étudié au département de peinture du lycée des beaux-arts d’Ankara avant d’intégrer la section graphisme de la faculté des beaux-arts de l’université Hacettepe.
Après avoir obtenu son diplôme, il entame son travail dans une agence de publicité. C’est là qu’il rencontre Aziz Kedi, à l'entremise du présentateur de Disko Kirali, Okan Bayülgen. Les bureaux de l'émission se trouvent dans le même immeuble que l'agence de publicité où travaille Feyyaz Yiğit. À cette époque, Aziz Kedi est producteur et scénariste de l'émission. Bayülgen lui présente Yiğit en le décrivant comme un jeune talent très prometteur. Il intègre ensuite l’équipe de création de l’émission Disko Kralı, où il travaille initialement sur les contenus avant de devenir guitariste au sein du groupe musical du programme. Son rôle consiste notamment à apporter une touche d’humour.
En 2012, il marque les esprits en tenant le rôle principal dans la mini série Feyyaz qu'il a également créé. C'est la première série professionnelle diffusée uniquement en ligne en Turquie.

## Collaboration avec Aziz Kedi
Ils ont écrit Monde mortel 1 & 2 et Cinayet Süsü avec Ali Atay. Tous deux ont un parcours d'écrivain et ont été colocataires lorsqu'ils vivaient à Ankara.
En 2021, ils ont créé la série Gibi pour la plateforme Exxen, nouvellement lancée. Ils bénéficient d'une liberté artistique totale et la série rencontre un grand succès. Gibi est une sitcom caractérisée par un humour de niche, parfois très sombre.Le ton réaliste de la série permet, la plupart du temps, aux spectateurs de s’identifier aux personnages et à leurs histoires, même lorsque celles-ci peuvent sembler absurdes. C'est la première fois qu'une telle œuvre est produite en Turquie. Feyyaz Yiğit, en tant que showrunner, est impliqué dans toutes les étapes de la production : il est scénariste, producteur, acteur et participe également au montage,.

## Livres
- Olduğu Kadar (2012) Éditions Okuyan Us[14]
- APTAL (2013) Éditions Okuyan Us[15]
- 8-9 Senedir Kendimi İyi Hissetmiyorum (2015) Éditions Okuyan Us[16]

## Discographie
- Teşekkür Ettim ve Yanından Ayrıldım (2017)
- Misal (2016) (Single)
- Grand Vuslat (2018) (Single)

## Filmographie

### Longs métrages
Scénariste et acteur
- 2023 : Monde mortel 2 (Ölümlü Dünya 2)[18]
- 2019 : Cinayet Süsü[19]
- 2018 : Monde Mortel (Ölümlü Dünya)[20],[21]

### Séries
Scénariste et acteur
- 2012 : Feyyaz[8]

Scénariste, producteur et acteur
- 2021 : Gibi[22]

## Récompenses et distinctions
- 2022 Lauréat du Papillon d'Or - Meilleur acteur dans une série comique[23],[24]
- 2018 Lauréat du Prix du Cinéma Sadri Alışık pour Ölümlü Dünya - Meilleure performance pour un acteur dans un second rôle  – Comédie[25],[26]

## Vie privée
Il est marié à Sedef Inanç qui est la monteuse de la série Gibi.
Il a exprimé son soutien au maire d’Istanbul après son arrestation en 2025
En février 2023, il poste sur twitter : 

« Duygularımı hapse girmeyecek şekilde ifade edemiyorum. »

« Je ne peux pas exprimer ce que je ressens sans craindre de finir en prison. »